# Amyris lineata
Amyris lineata är en vinruteväxtart som beskrevs av Charles Wright och August Heinrich Rudolf Grisebach. Amyris lineata ingår i släktet Amyris och familjen vinruteväxter. Inga underarter finns listade i Catalogue of Life.